# Bert Huysentruyt
Bert Huysentruyt (Lendelede, 17 oktober 1980) is een Vlaams muzikant en acteur. Hij studeerde af aan het Conservatorium in Antwerpen als drummer-percussionist.
Hij is drummer bij Lenny & De Wespen en GREEN CROW COLLECTIVE. Als muzikant speelde hij ook met Gorki, Guido Belcanto en Het Zesde Metaal.

## Filmografie
- Zingaburia (2011-2014) - als Torro Tormans
- Quiz Me Quick (2012) - als Eddy
- The Broken Circle Breakdown (2012) - als contrabasspeler Jef
- Vermist (2012) - als Bert Van Lint
- De zonen van Van As (2012, 2018, 2020, 2021) - als Pol Dox
- Safety First (2013) - als parkeerder
- Koning Lou (2013-2014) - als Stakke
- Connie & Clyde (2013, 2018) - als Lieven
- In Vlaamse velden (2014) - als cafébaas
- Cordon (2014) - als dokter
- Follow: Tall Tales from a Small City (2014) - als Wim
- J. Kessels (2015) - als pa de Braaij
- Den elfde van den elfde (2016) - als makelaar
- Patrouille Linkeroever (2016) - als Lou
- Kosmoo (2016-2019) - als Markus Williams
- Auwch_ (2017) - als Bert
- Kafka (2017) - als arbeidsinspecteur
- De infiltrant (2018) - als Serge Minoye
- 13 Geboden (2018) - als Mario Devadder
- Gevoel voor tumor (2018) - als Detlev
- De Kraak (2021) - als Huub
- Familie: Het Geheim van Raven (2021) - als Mike
- Net als in de film (2023) - als Jos
- Chantal (2022-heden) - als Pascal Plovy
- Assisen: De insulinemoord (2024) - als veearts Kurt De Vos
- Nonkels (2024) - als Patrick
- Groeien & Bloeien (2024) - als Jos
- Familie (2025) - als Mats/Lex Dumont